# Đại học vô tuyến điện tử Ryazan
Đại học Tổng hợp Vô tuyến điện tử Ryazan (tiếng Nga: Рязанский государственный радиотехнический университет, viết tắt: РГРТУ) - Đại học chuyên ngành kỹ thuật vô tuyến lâu đời và duy nhất tại Nga. Một trong những trung tâm hàng đầu về đào tạo chuyên gia trong lĩnh vực kỹ thuật vô tuyến và công nghiệp quốc phòng. Trường được thành lập năm 1951, tọa lạc tại trung tâm Ryazan, một thành phố cổ xưa của Nga nằm trên bờ sông Oka, cách Moskva 180 km về phía Đông Nam. Thành phố có một lịch sử phong phú và rất nổi tiếng với truyền thống văn hóa đặc trưng miền Trung nước Nga.
Hiện nay có hơn 10 000 sinh viên,nghiên cứu sinh đang học tập tại trường. Trong số đó là một lượng tương đối lớn sinh viên, nghiên cứu sinh quốc tế đến từ các quốc gia SNG (Belarut, Ukraina, Kyrgyzstan, Uzbekistan, Tajikistan và Turkmenistan), Maroc, Zambia, Zimbabwe, Cameroon, Syria, Iran, Việt Nam, Ấn Độ, Yemen, Pakistan, Indonesia, Liban, Senegal, Tanzania và Tunisia cũng đang học tập tại đây.
Đội ngũ giảng viên của trường là hơn 800 người. Trong số đó có 85 người mang học hàm giáo sư, viện sĩ; 237 người có học vị tiến sĩ và TSKH.
Trường Đại học được trang bị gần 100 phòng thí nghiệm học tập và các trung tâm máy tính.
Thư viện hiện đại với hơn 760 000 đầu sách.

## Lịch sử
Trên cơ sở quyết định của Hội đồng Bộ trưởng Xô Viết ngày 28 tháng 12 năm 1951 đã dẫn tới việc thành lập 3 trường đại học về kỹ thuật vô tuyến đầu tiên trên lãnh thổ Liên Xô. Đó là:
- Đại học vô tuyến Ryazan (tỉnh Ryazan).
- Đại học vô tuyến Taganrog (tỉnh Rostov).
- Đại học vô tuyến trực thuộc Đại học Quốc gia Minsk - Belarus.

Năm 1993, ĐHVTĐT Ryazan đổi tên thành Học viện VTĐT Ryazan và từ năm 2006 đến nay mang tên ĐH tổng hợp VTĐT.

## Cơ cấu,tổ chức
Các khoa:
- Kỹ thuật vô tuyến và viễn thông
- Điện tử
- Tự động hóa và công nghệ thông tin
- Kỹ thuật tính toán
- Kinh tế học
- Khoa tại chức
- Khoa dự bị
- Khoa sau đại học
- Trung tâm khoa học quân sự

ĐH thành viên:
- ĐH KHXH và nhân văn
- Viện nghiên cứu về kỹ thuật xử lý ảnh không gian
- Hệ sau đại học

Trung tâm khoa học:
- Trung tâm xử lý ảnh không gian;
- Trung tâm thí nghiệm CNTT và điều khiển tự động;
- Trung tâm vi điện tử và bán dẫn;
- Trung tâm nghiên cứu điện tử công suất.

Một số tổ chức trực thuộc:
- CLB sáng tạo sinh viên
- Xưởng phim
- Bể bơi
- Tạp chí «Radist» Lưu trữ ngày 3 tháng 1 năm 2012 tại Wayback Machine

## Chi nhánh
- Thành phố Sasovo (tỉnh Ryazan)
- Thành phố Znamensk (tỉnh Astrakhan)

## Điều kiện học tập
Trước khi vào học chính thức tại trường, sinh viên nước ngoài được yêu cầu phải qua 9 tháng học tiếng Nga, toán học, vật lý và máy tính. Học sinh bắt đầu khóa học dự bị hoặc trong tháng 10 (khóa học sẽ được hoàn thành trong tháng 6), hoặc trong tháng 12 (khóa học sẽ được hoàn thành trong tháng 8).
Để được nhận vào trường mà sinh viên không phải là công dân Nga yêu cầu phải nộp: bản sao hộ chiếu, đơn xin nhập học; một bản sao kết quả học tập (yêu cầu tối thiểu: tốt nghiệp trung học phổ thông); một giấy chứng nhận y tế; ảnh hộ chiếu.
Sau khi trúng tuyển sinh viên nước ngoài được cung cấp chỗ ở trong ký túc xá.
Nhà trường sở hữu tất cả các phương tiện cần thiết để hoàn tất quá trình học tập hiệu quả. Ngoài ra, trường đại học sẽ giúp học sinh trong việc tổ chức các ngày lễ của họ tại các trung tâm du lịch, vui chơi giải trí và cắm trại, nằm trong một trong những nơi đẹp nhất ở trung tâm nước Nga.

## Liên kết
- Website chính thức Lưu trữ ngày 16 tháng 8 năm 2009 tại Wayback Machine
- Xưởng phim
- Một trang nhỏ về sinh viên Ryazan
- Facebook sinh viên Ryazan